# Luzula
- Commons
- Wikispecies

Luzula DC. é um género botânico de plantas floríferas pertencente à família Juncaceae. É composto por aproximadamente 250 espécies.
São plantas cosmopolitas, ou seja, distribuídas por todo o mundo, mas com maior diversidade nas regiões temperadas da Ásia e da Europa.
As espécies são perenes ( raramente anuais), com crescimento entre 20 e 80 cm de altura. Suas folhas são lineares, semelhantes às das gramíneas.
Devido às suas raízes profundas, são ideais para cultivos em declive, pois dificultam a erosão.
Há espécies de Luzula que as larvas de alguns lepidópteros utilizam como fonte de alimento.

## Sinônimo
- Ebingeria Chrtek & Krisa

## Principais espécies
| - Luzula acuminata - Luzula alpinopilosa - Luzula arctica - Luzula arcuata - Luzula bulbosa - Luzula campestris - Luzula comosa - Luzula confusa - Luzula congesta - Luzula divaricata - Luzula echinata - Luzula forsteri - Luzula glabrata - Luzula groenlandica - Luzula hawaiiensis - Luzula lutea - Luzula luzulina | - Luzula luzuloides - Luzula maxima - Luzula nivea - Luzula orestera - Luzula pallescens - Luzula pallidula - Luzula parviflora - Luzula pilosa - Luzula piperi - Luzula purpureosplendens - Luzula rufescens - Luzula spicata - Luzula subcapitata - Luzula subcongesta - Luzula sudetica - Luzula sylvatica - Luzula wahlenbergii |

- «PPP-Index Lista completa»